# Lierville
Lierville é uma comuna francesa na região administrativa de Altos da França, no departamento de Oise. Estende-se por uma área de 7,75 km². Em 2010 a comuna tinha 220 habitantes (densidade: 28,4 hab./km²).